# Белова, Елена Дмитриевна
Еле́на Дми́триевна Бело́ва (в девичестве — Новикова; род. 28 июля 1947, Советская Гавань, Приморский край) — советская фехтовальщица на рапирах, 4-кратная олимпийская чемпионка, многократная чемпионка мира и СССР, единственная олимпийская чемпионка (среди женщин) в индивидуальном виде в истории советского фехтования.
Заслуженный мастер спорта СССР (1968), заслуженный деятель физической культуры Белорусской ССР (1979), заслуженный тренер Республики Беларусь (1994).
Выступала за «Динамо» Минск. Первый тренер — Герман Бокун, затем тренировалась у Ларисы Бокун.

## Биография
Перед Олимпийскими играми в Мехико в 1968 вышла замуж за спортсмена Вячеслава Белова и взяла его фамилию, под которой выступала до окончания спортивной карьеры в 1980 году.
Член КПСС с 1974 года. За вклад в мировое олимпийское движение и высокие спортивные достижения награждена Трофеем к 100-летию МОК «За олимпийские идеалы» (1994), Серебряным орденом МОК (1997), а также медалью Пьера де Кубертена (2007), член Зала славы ФИЕ (2015). Экс-рекордсменка по количеству завоеванных золотых олимпийских медалей по фехтованию на рапирах среди женщин, была включена в Книгу рекордов Гиннесса (в 2008 году в Пекине Белову обошла знаменитая итальянка Валентина Веццали, завоевавшая своё пятое золото). Награждена орденом Дружбы народов, двумя орденами «Знак Почёта», орденом Отечества III степени (1997) и орденом Почёта (2017).
Второй муж Елены — композитор Валерий Иванов, который написал в её честь «Романтический вальс».
В настоящее время Белова — профессор Белорусского государственного университета физической культуры. Почётная гражданка города Минска.